# St.-Jacobi-Kirche (Lüdingworth)

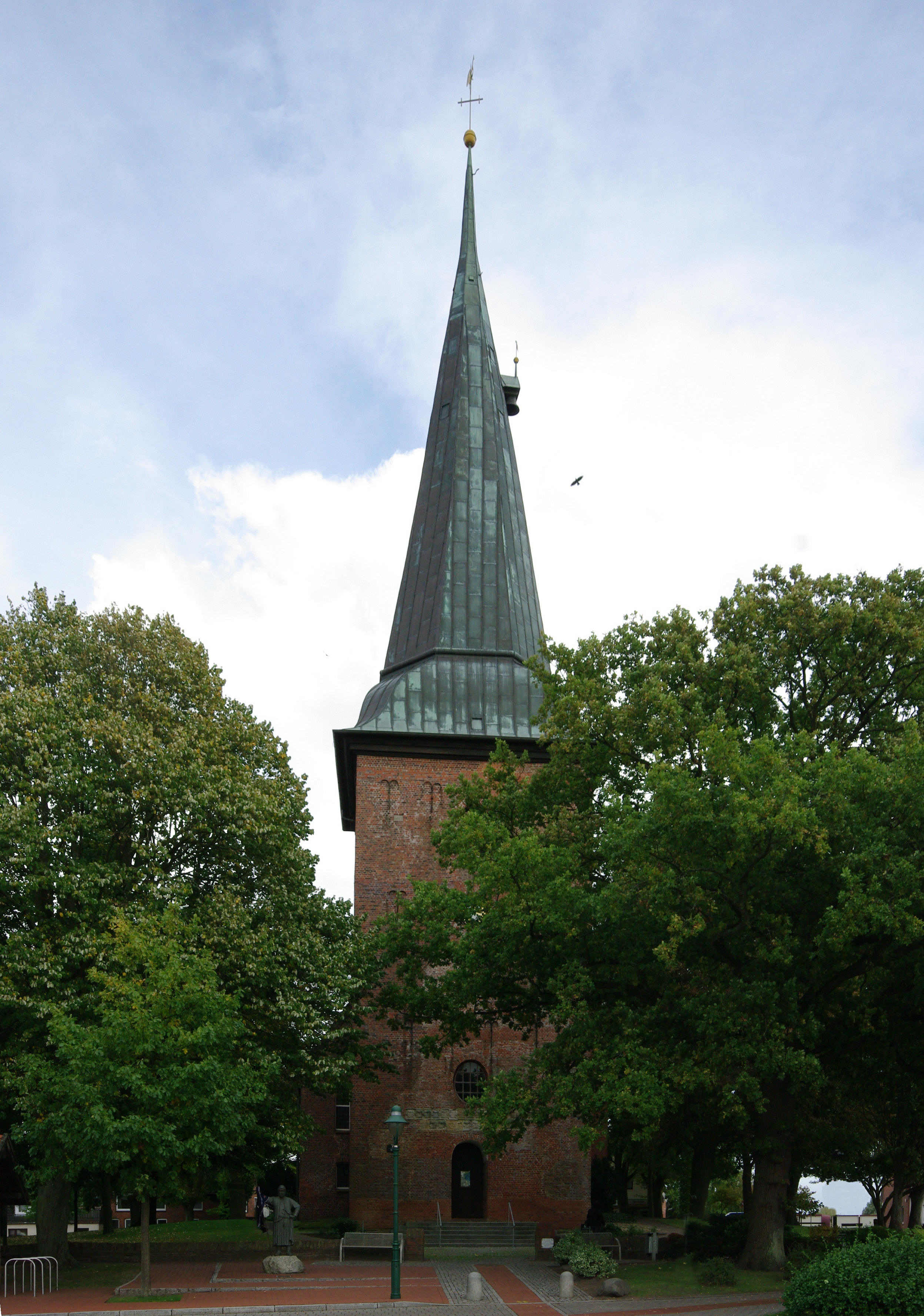
Turm der Kirche

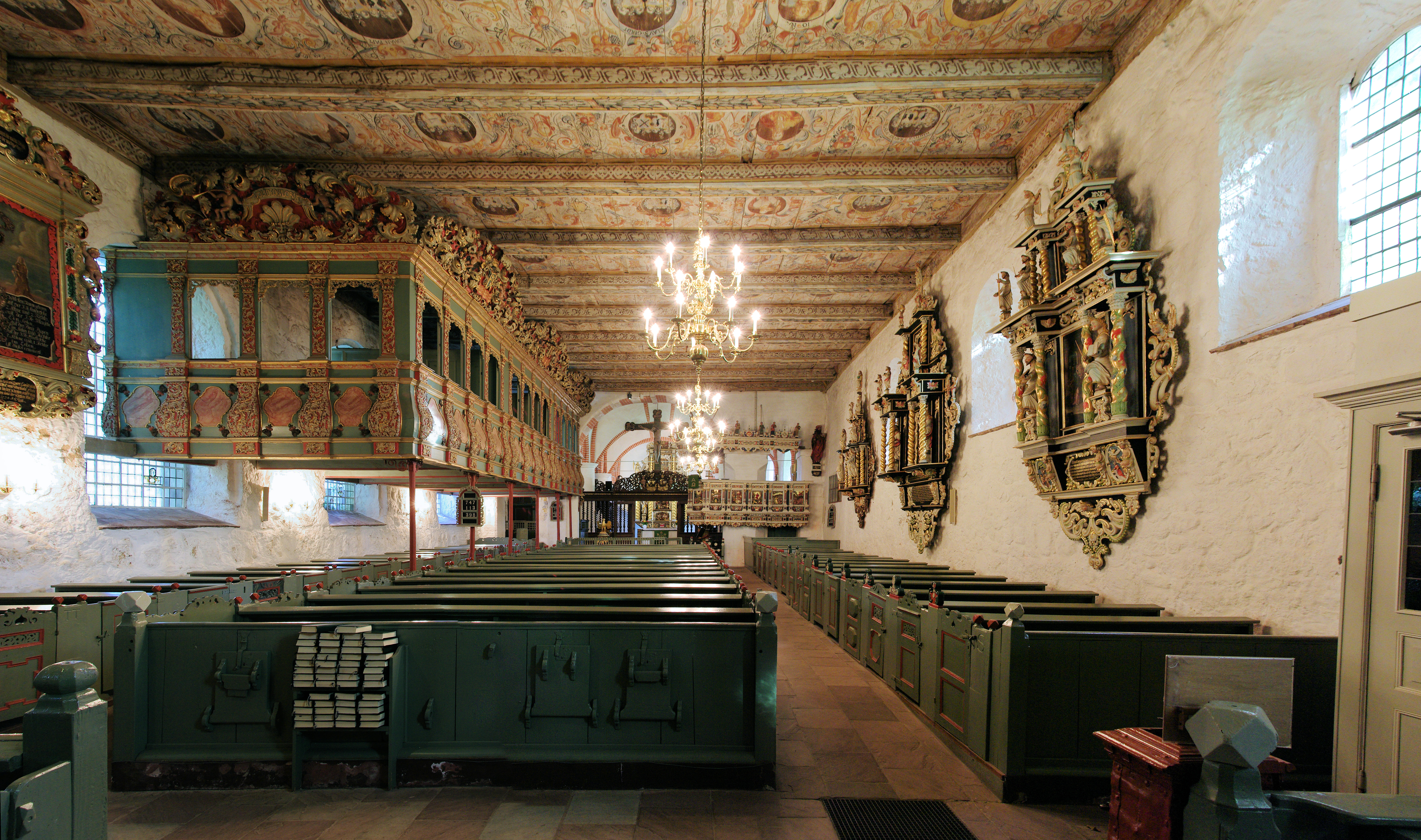
Innenraum Blick in Richtung Chor

Die Kirche St. Jacobi ist einer der drei Bauerndome im Hadelner Land. Sie liegt auf der großen Wurth im Ort Lüdingworth, der 1972 nach Cuxhaven eingemeindet wurde. Sie ist die am prächtigsten ausgestattete der drei Kirchen.

## Baugeschichte
Das Schiff der romanischen, aus Feldstein errichteten Saalkirche wurde um 1200 errichtet. Im Jahre 1298 wird das Kirchspiel erstmals urkundlich erwähnt. Um 1520 wurde der Hallenchor angebaut und in den Jahren 1608/1609 in die jetzige Form gebracht. Gegen Ende des 16. Jahrhunderts wurde die Holzbalkendecke eingebracht. Die Orgel wurde 1599 fertiggestellt und löste das Vorgängerinstrument von Matthias Mahn ab. Die jetzige barocke Innenausstattung stammt aus dem 17./18. Jahrhundert. Da in Lüdengworth auch Markt abgehalten wurde, ist an der nördlichen Chortür eine eiserne Elle zur Kontrolle der Maße angebracht.
Der Westturm wurde um 1520 aus Backstein neu aufgemauert. Die Wandstärke beträgt 1,12 Meter. 1989/1990 wurde das gesamte Turmfundament erneuert. Der Übergang von der viereckigen Grundform des Turms zur achteckigen Form der Turmspitze erfolgt mittels einer hölzernen Helmpyramide. 1933 wurde eine Gedenktafel aus Sandstein für den Geographen Carsten Niebuhr (* 1733 Lüdingworth; † 1815 Meldorf) an der Nordseite angebracht.
1608 wurden an der östlichen Außenmauer unterhalb der Chorfenster 36 Sandsteintafeln angebracht. Sie zeigen die Wappen von ortsansässigen Bauern, die am Bau finanziell oder durch eigene Leistungen beteiligt waren. Über diesen Wappentafeln sind die zwei Wappen des Landesherrn angebracht.

## Chor

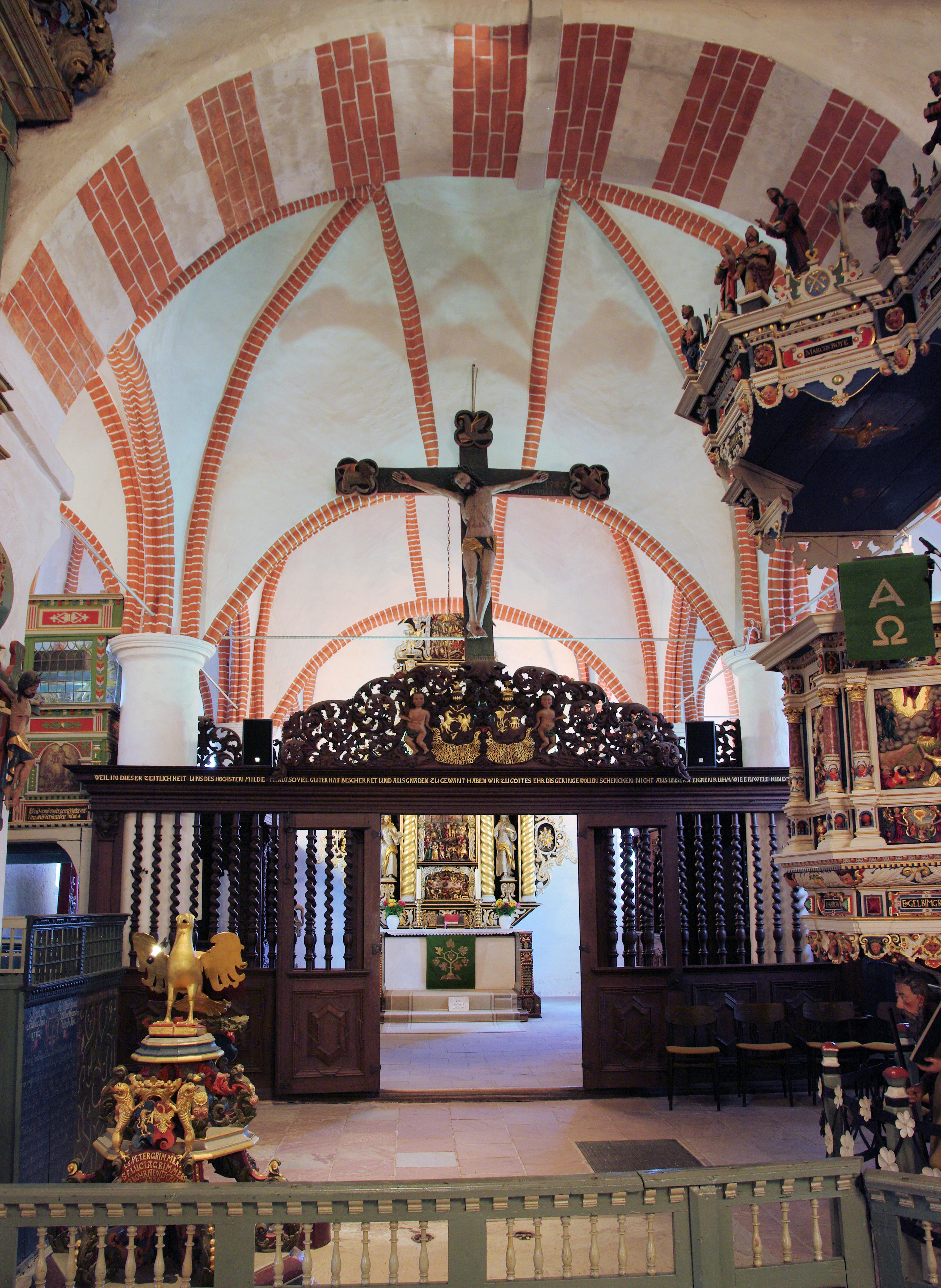
Der Chor

Der durch einen Rundbogen mit dem Kirchenschiff verbundene Chor ist dreischiffig. Sein wie ein Netzgewölbe wirkendes Gewölbe ist aber ein Kreuzrippengewölbe, das durch weitere Rippen verstärkt wird. Das zugrunde liegende Kreuzgewölbe ruht auf Rundpfeilern aus Backstein.

## Ausstattung

### Holzbalkendecke

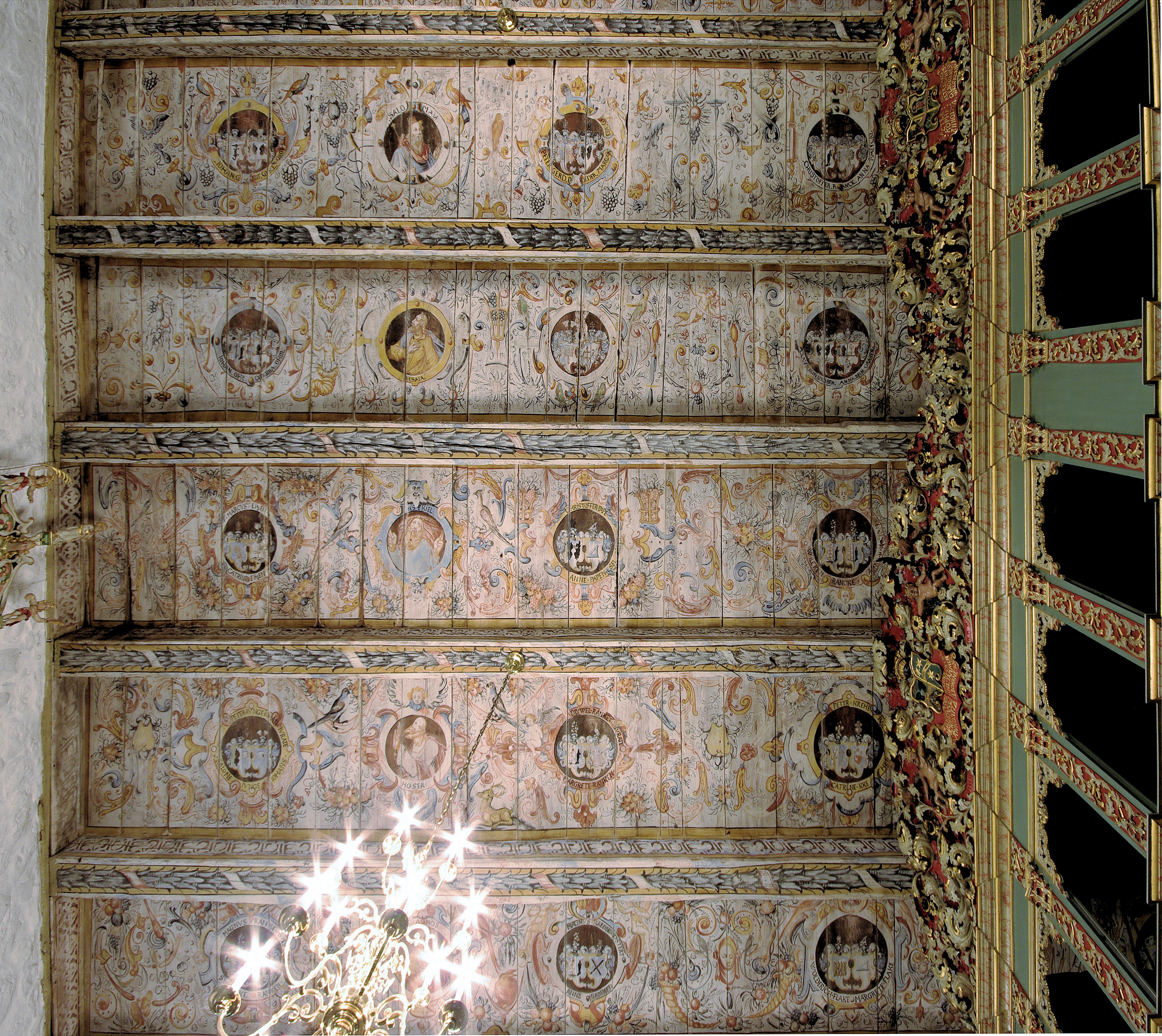
Die prächtig bemalte Holzbalkendecke

Die Holzbalkendecke wurde Ende des 16. Jahrhunderts eingezogen und ist in 16 Felder aufgeteilt. Wegen der Höhe der Orgel wurden die drei westlichen Felder durchbrochen. Die komplette Decke ist ausgemalt: In den runden Medaillons sind Christus, die Propheten und die alttestamentlichen Könige sowie Bauernwappen dargestellt. Die Flächen zwischen diesen Medaillons sind mit Blumen, Früchten, Ornamenten und Vögeln aufgefüllt. Die drei Felder über der Orgel sind in einer minderen Qualität mit Spruchbändern und Engeln geschmückt.

### Barockaltar

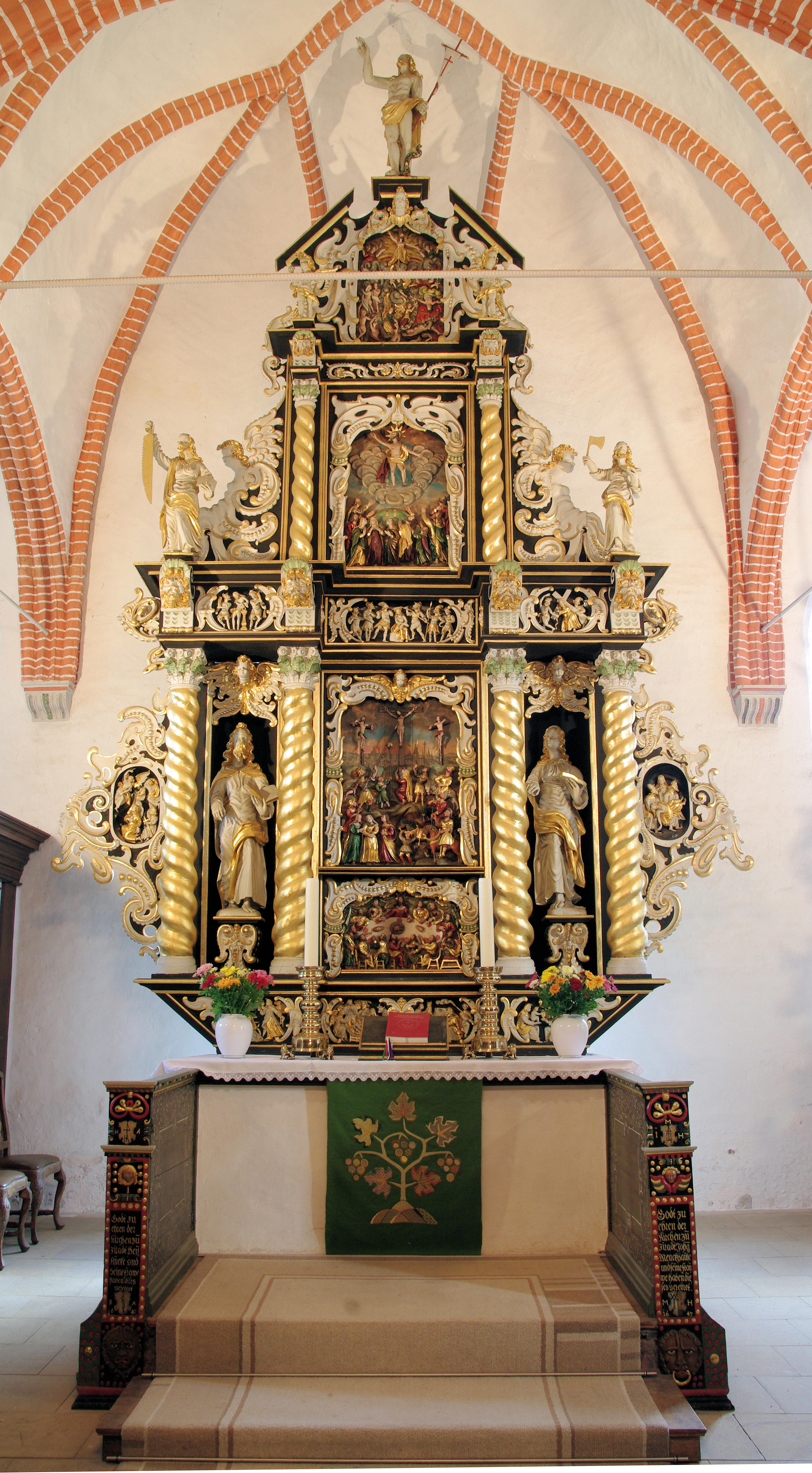
Barockaltar

Der Altaraufbau von 1665 ersetzte den nach der Reformation in die Kirche gekommenen Lüderskooper Altar. Auf die gemauerte Mensa setzte der Bildhauer Jürgen Heitmann der Jüngere eine mehrgeschossige Retabelarchitektur, wie aus einer Inschrift am Sockel zu ersehen ist ANNO 1665 / MEISTER JÖRGEN / HEYTMANN / BILTHAVWER.
Unten, in der Predella des Altars zeigen vier Reliefdarstellungen Mariä Verkündigung, Christi Geburt, die Beschneidung und die Hl. Drei Könige. Das Mittelfeld darüber ist zweigeteilt. Im oberen Teil ist eine figurenreiche Kreuzigungsgruppe, im unteren Teil das letzte Abendmahl dargestellt. Links und rechts neben den beiden mittleren Bildern, durch vergoldete Säulen abgetrennt, stehen zwei vollplastische Apostelfiguren. Die linke Figur stellt den Kirchenpatron St. Jacobus major, die rechte seinen Bruder Johannes dar. Im Geschoss darüber ist im zentralen Bild die Himmelfahrt Christi zu sehen, flankiert von den Aposteln Simon, mit der Säge als Attribut, und Matthias mit dem Beil. Die dritte Ebene enthält eine Darstellung des Jüngsten Gerichts und den Abschluss nach oben bildet eine vollplastische Figur des auferstandenen Christus mit der Siegesfahne. Üppiges Knorpelwerkornament und weitere Relieffelder rahmen das bilderreiche Werk.
Bemerkenswert sind die seitlich der Altarstufe aufgestellten Schranken, an denen das Abendmahl ausgeteilt wurde.

### Lüderskooper Altar

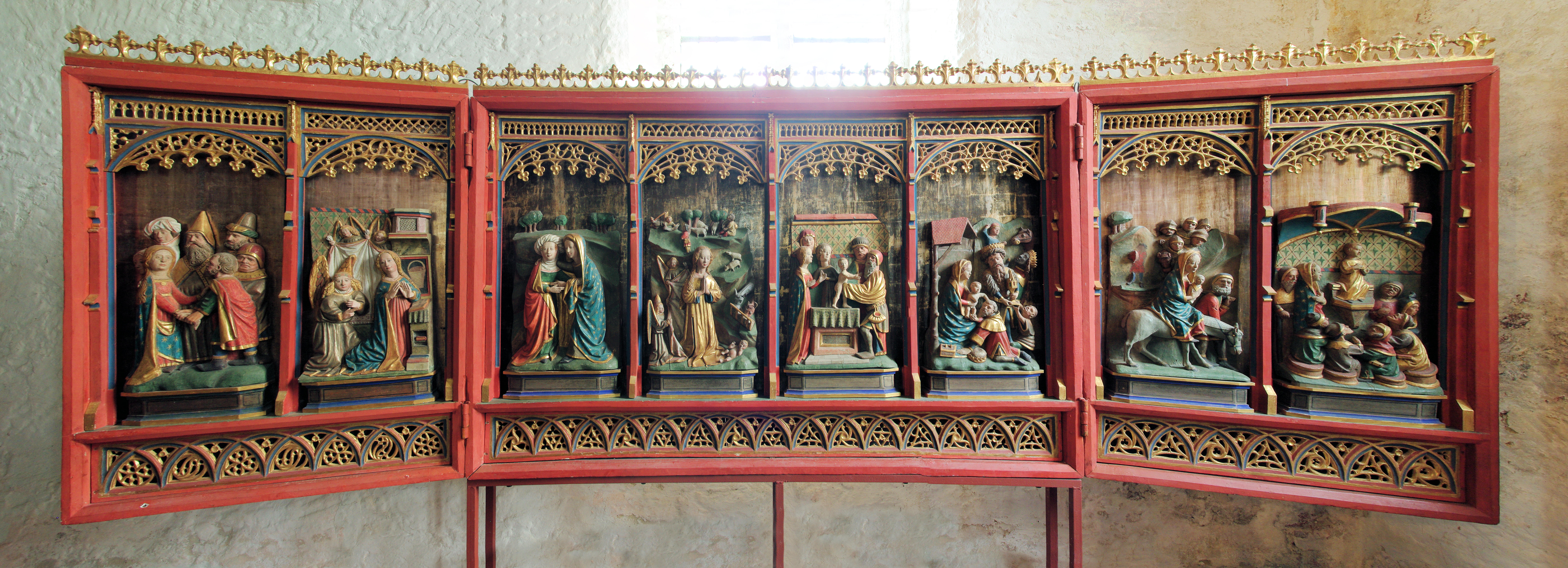
Lüderskooper Altar

Der älteste Altar in der Kirche ist ein dreiteiliger Flügelaltar mit Bildern aus dem Leben Marias. Er soll zuvor in der Kirche von Lüderskoop gestanden haben, die nach Kriegshandlungen und Reformation aufgegeben wurde.
Der Flügelaltar von etwa 1430–1440 ist aus Lindenholz geschnitzt. Anordnung, Reihenfolge der Reliefs und das fehlende Mittelbild legen nahe, dass die heutige Disposition mit dem gotisierenden Rahmen aus späterer Zeit nicht mehr vollständig ist. Die geöffnete Schauseite ist mit Reliefs geschmückt. Der linke Flügel zeigt Mariä Verlobung mit Josef und Mariä Verkündigung, der Mittelschrein Mariä Heimsuchung, Geburt Christi, Darbringung Jesu im Tempel und die Heiligen drei Könige. Auf dem rechten Flügel sind die Flucht nach Ägypten und der zwölfjährige Jesus im Tempel dargestellt. Die nur teilweise erhaltenen Rückseiten der Flügel wurden um 1620 bemalt, der linke Flügel zeigt das Osterlamm, der rechte die Fußwaschung.

### Kanzel
Die üppig gestaltete, mit einer breit um den Chorbogenpfeiler geführte Kanzel steht zwischen Kirchenschiff und Chor. Sie stammt aus dem Anfang des 17. Jahrhunderts und ist von Michael Ringmaker und Johan Hoier gefertigt, wie aus der Kirchenchronik zu erfahren ist: Mich. Ringmaker, de Bildensnider, und Johan Hoier, Maler aus Geversdorf.
|  |  |  |

### Taufkessel

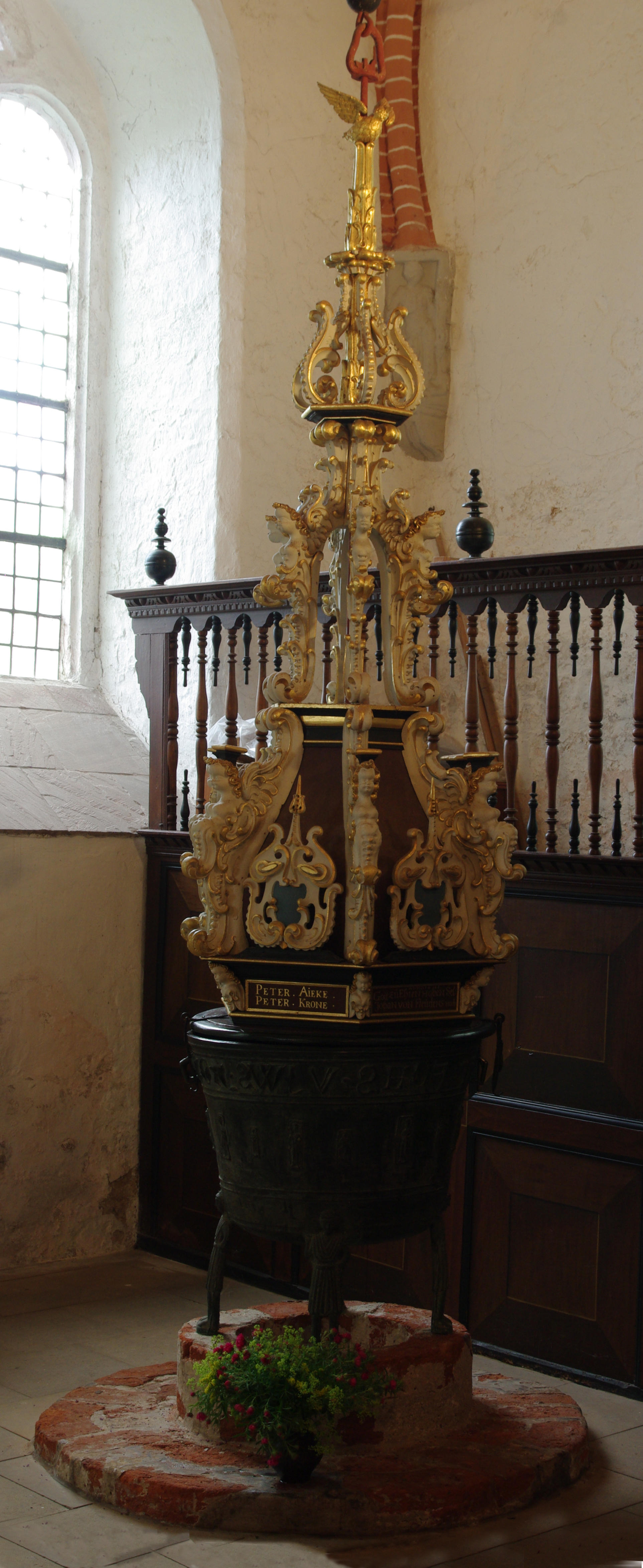
Taufkessel

Das Taufbecken aus Bronze stammt aus dem Anfang des 14. Jahrhunderts und steht über einer Feuerstelle zur Erwärmung des Taufwassers. Vier gleiche Figuren tragen das Becken. Die Kesselwandung ist mit Reliefs von Heiligen geschmückt. Um den oberen Rand zieht sich ein Band mit spiegelverkehrter Schrift: + Sit… Fons vivus aqva renans vda pvri.
Über dem Becken hängt von der Decke ein hoher, reichgegliederter, von Jürgen Heitmann d. J. geschnitzter Deckel aus dem Jahr 1668, der mit Engelsköpfen und Knorpelwerk geschmückt ist.

### Lesepult
Das Lesepult besteht aus einem in Gelbguss ausgeführten Buchpult in Form eines Greifvogels, Rest eines Adlerpults aus dem 14. Jahrhundert, das auf einen barocken Sockel aus der Heitmann-Werkstatt montiert wurde.

### Engel
Vor der Westempore mit der Orgel hängt ein an Taufengel erinnernder Posaunenengel mit einer Flügelspannweite von zwei Metern, der um 1660–1670 von Jürgen Heitmann dem Jüngeren geschnitzt wurde.

### Pietà
Die aus Eiche geschnitzte Figurengruppe der Maria mit ihrem toten Sohn stammt aus der Mitte des 15. Jahrhunderts. Die Christusfigur ist stark beschädigt.

### Epitaphien
|  |  |  |

Die Südwand der Kirche ist mit drei Bildepitaphien geschmückt. Die erste Darstellung links aus dem Jahre 1668 zeigt den Garten Gethsemane. Darstellung zwei, gestiftet 1667, in der Mitte besteht aus zwei Bildern. Das obere stellt Christi Himmelfahrt dar, das untere den Einzug in Jerusalem. Die dritte Darstellung, gestiftet 1671 und 1778 erneuert, zeigt ebenfalls zwei Bilder, das obere stellt Mariä Empfängnis, das untere Jesus im Tempel dar. Das vierte Epitaph hängt an der Nordwand, gestiftet 1724, und zeigt das Kruzifix mit Maria und Johannes.

### Kruzifixe
Ein lebensgroßes Triumphkreuz aus dem Anfang des 16. Jahrhunderts hängt am üblichen Platz im Chorbogen. Ein kleineres Vortragekreuz gehört noch dem 14. Jahrhundert an.

### Gestühl
Zum überraschenden Reichtum der Ausstattung tragen besonders die festen Einbauten von Schranken und Priechen bei.
Der Altarraum ist von einer Chorschranke abgeteilt, die um 1720 vom gleichen Meister, wie jene in Altenbruch gefertigt wurde. Die Bekrönung mit ihrem vortuosen Laubwerk ist laut Inschrift 1755 geschnitzt, wie auch die Priechen im Chorraum.
Nahezu an der ganzen Nordwand entlang ist unter Verwendung älterer Teile eine Emporenprieche eingebaut worden, die sich 1774 drei bäuerliche Familien leisten konnten. Kastengestühle im Chor entstanden 1624 bis 1652, jene im Kirchenschiff um 1664.
Die Frontfläche eines Gestühlkastens links vor dem Chorgitter war im frühen 17. Jahrhundert und dann noch einmal 1762 bemalt worden; der aktuelle Zustand (2021) zeigt die bei einer Hälfte belassene restauratorische Freilegung.

### Orgel

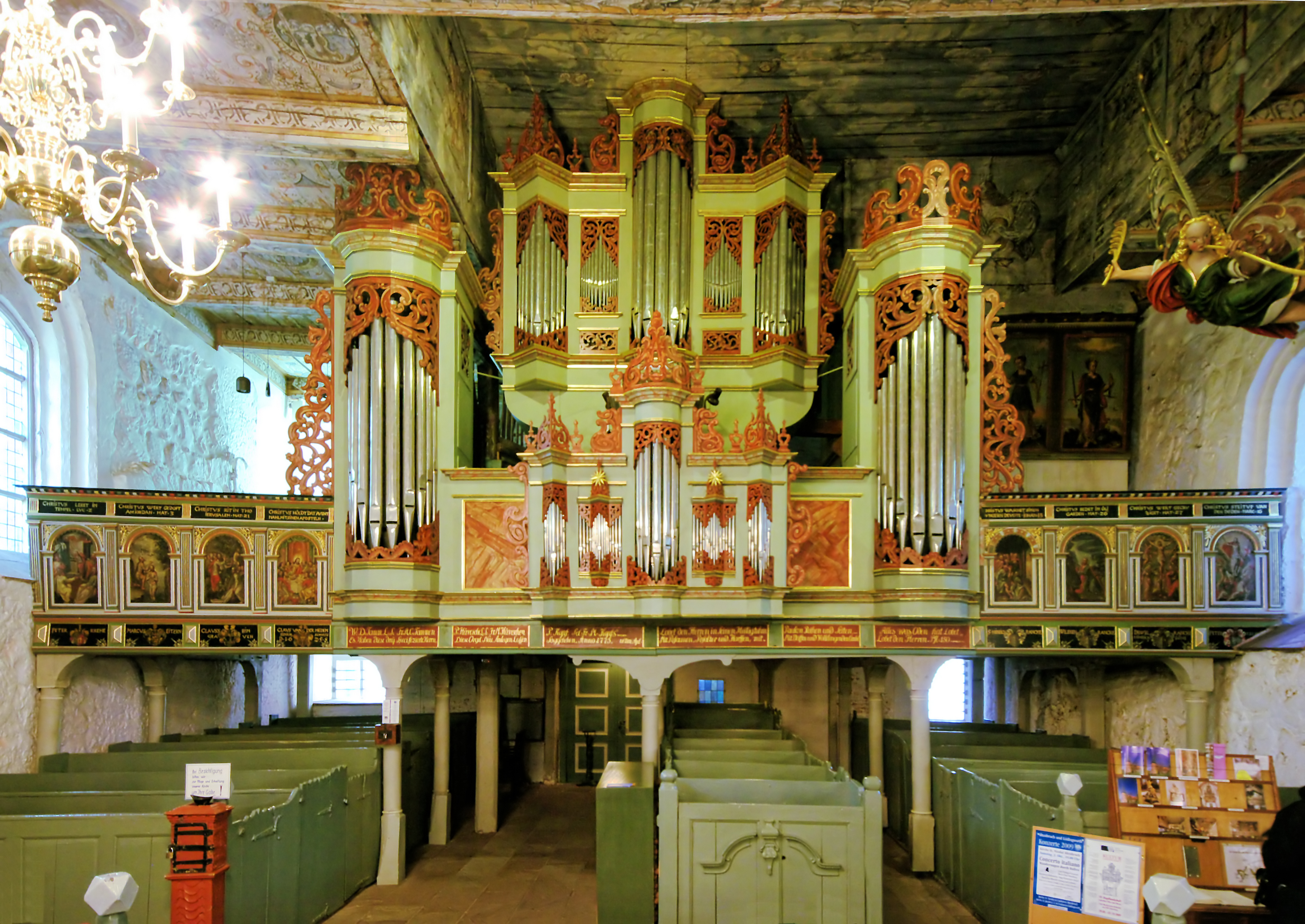
Orgel

Die Orgel wurde 1682–1683 durch Arp Schnitger gebaut und geht im Grundbestand auf ein Instrument von Antonius Wilde aus den Jahren 1598–1599 zurück. Das Rückpositiv und die beiden Pedaltürme durchbrechen die Westempore. In den Jahren 1981–1982 wurde die Orgel vollständig durch Jürgen Ahrend restauriert und der Zustand von 1683 wiederhergestellt.

### Grabsteine im Außenbereich
|  |  |  |

In der Außenmauer des Turms sind im Rahmen von Renovierungsarbeiten 1990 drei Grabsteine eingelassen worden, sie lagen vorher auf dem Kirchhof:
- Familie Hävensche: Bildlose Inschriftplatte mit freigelassenen Zeilen für weitere Namen. Inschrift: „Allhier in diesem Grabe ruhen die Gebeine Des vormals gewesenen Schultheissen dieser Gemeinde Peter Hävensche der geboren Anno 1736 Den 9ten September und seine weiland im Leben geliebten Ehefrauen Margareta Hävenschen eine Tochter des Schultheis Cronen. Sie ist geboren 1735 den 24. Febr. in den Stand der Ehe getreten 1755 D. 22. Juli in den welchen sie gezeugt 10 Kinder als 8 Söhne und 2 Töchter wovon noch 1 Sohn am Leben. Die Wolseligkeit in dem Herren entschlafen 1784 den 30. Mertz ihres Alters 49 Jahrt 1 Monat 4 Tage. Ein festes Liebesband verknüpfte uns auf Erden, ein Grab umschließt uns hier, bis wir verkäret hier.“
- Familie Oest: Ein Bild der Auferstehung Christi, darunter die Inschrift: „Peter Oest Landschöpf Sel. Fr. Marg. Elisabeth Oest geborene Otckens gezeugt 10 Kinder wovon 1 Sohn und 3 Töchter im Leben 1784.“
- Familie Boitin: Eine lateinische Inschrift unter einem großen Baum: Dormitorium Gerhard Boitini Pastor Parochiae Altenbr. et Margarethe Boitins eorumque haeredum (Übersetzt: „Schlafgemach des Pastors Gerhard Boitin der Gemeinde Altenbruch und der Margarethe Boitin und deren Nachkommen.“) Dieser Pastor Boitin wurde 1651 in Hamburg geboren und war von 1677 bis zu seinem Tode 1708 Pastor in Altenbruch. Der Kirchhof auf der Lüdingworhter Wurt wurde auch von einigen Honoratioren aus Altenbruch genutzt, da der eigene Begräbnisplatz Hochwasser gefährdet war.

### Glocken
Im Jahr 1964 lieferte die renommierte Glockengießerei Otto aus Hemelingen/Bremen eine Bronzeglocken mit dem Schlagton d'. Sie hat einen Durchmesser von 1392 mm und wiegt ca. 1600 kg.

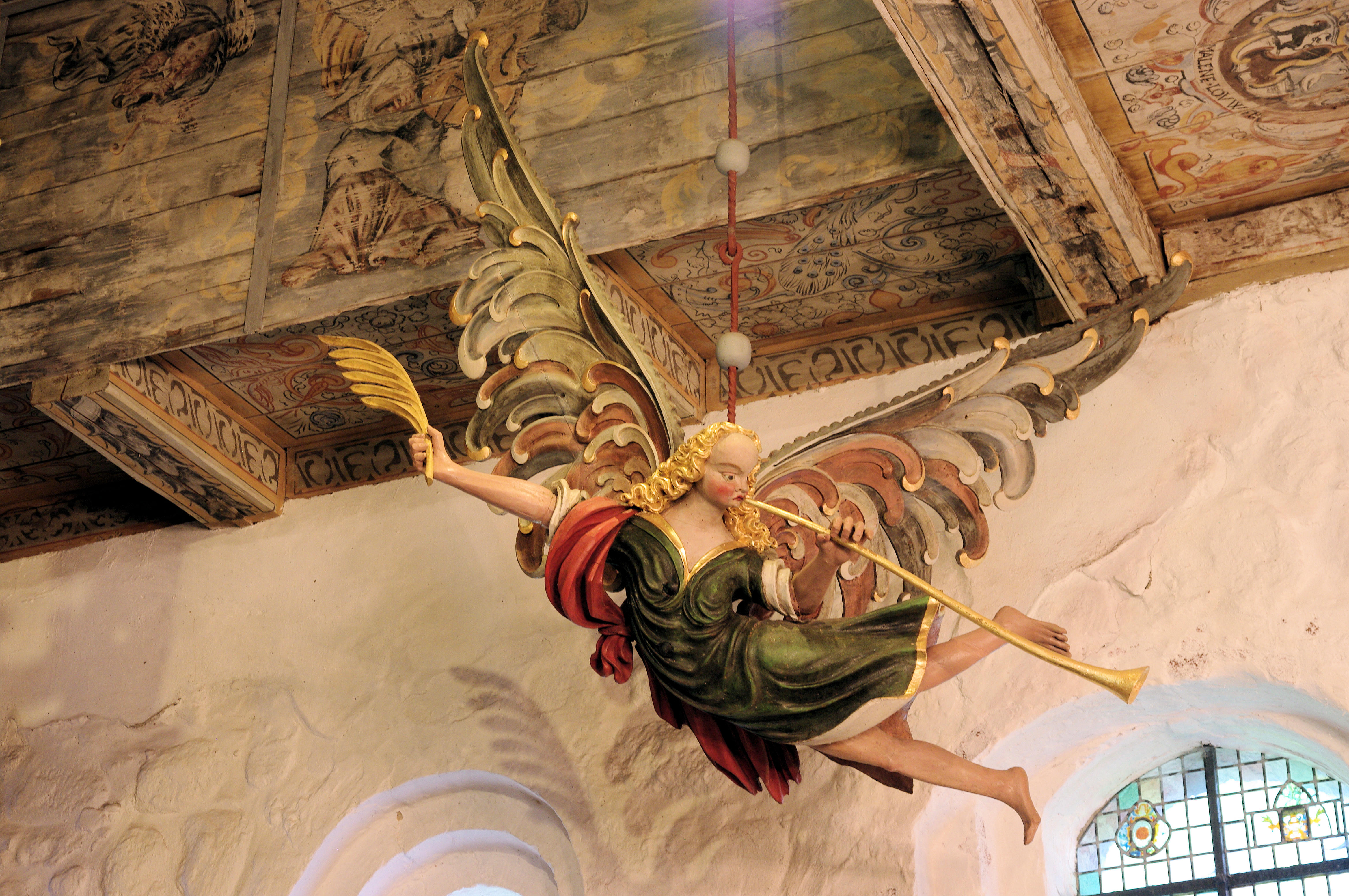
Posaunenengel
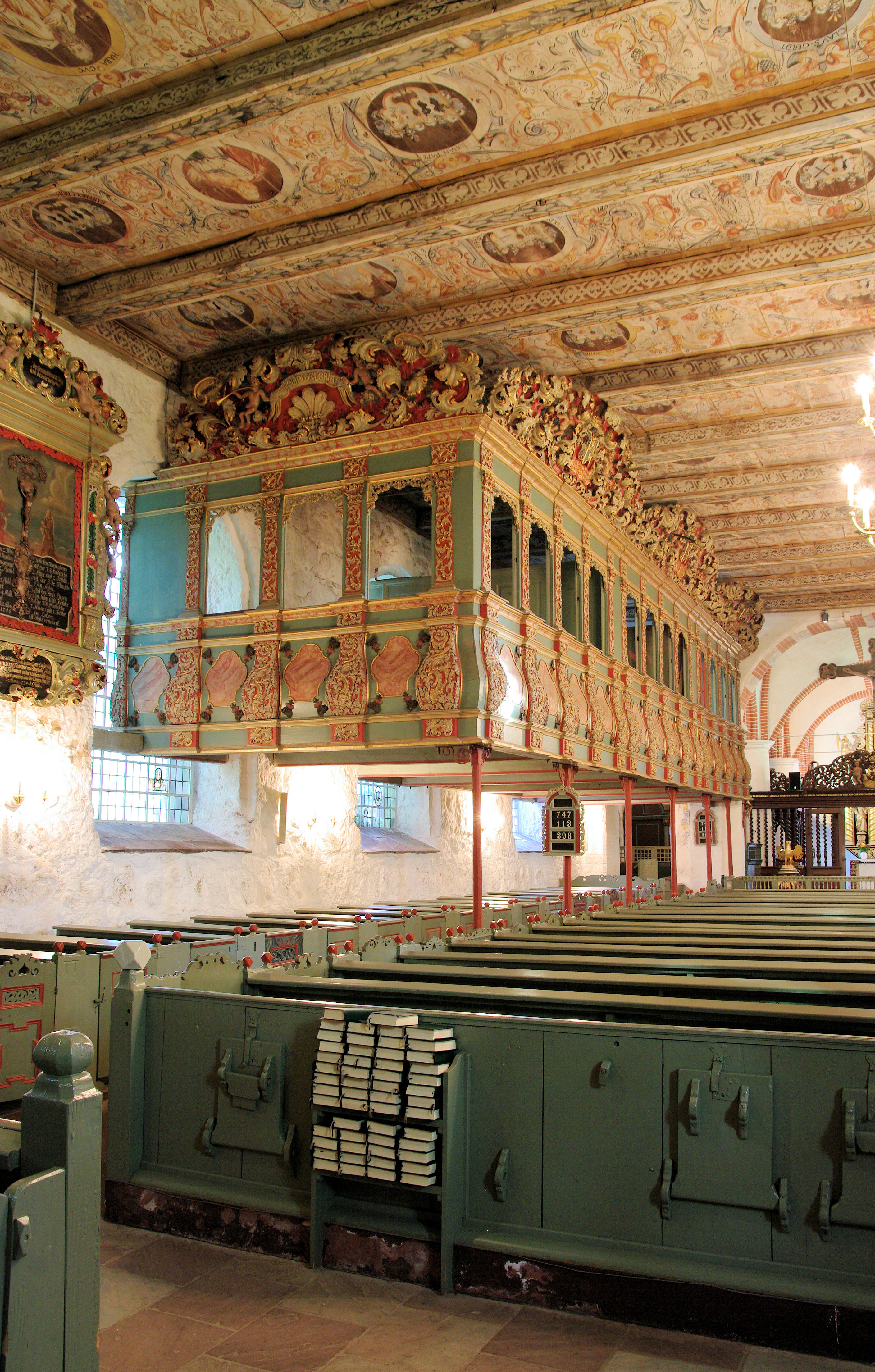
Empore 1
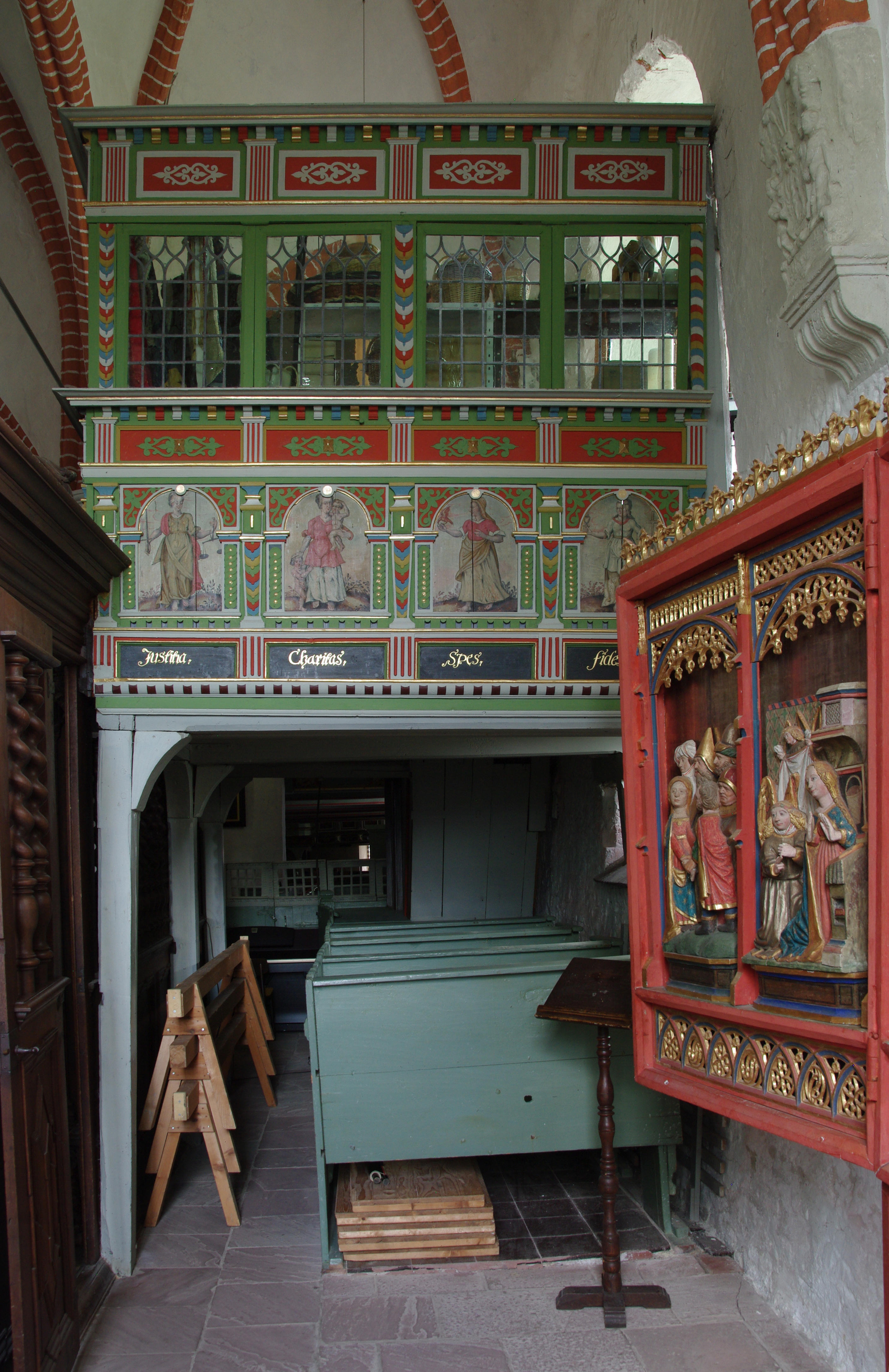
Empore 2
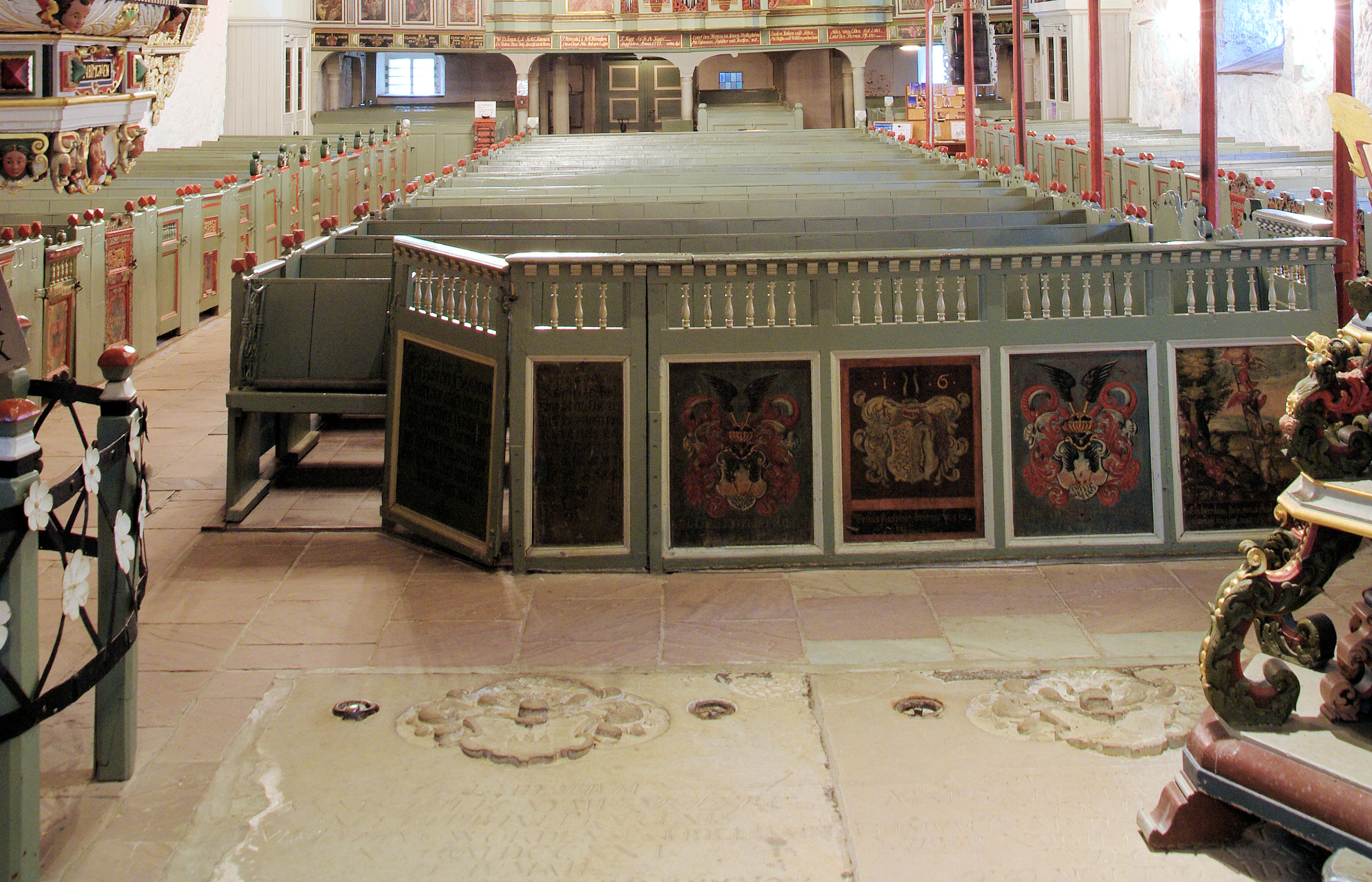
Gestühl
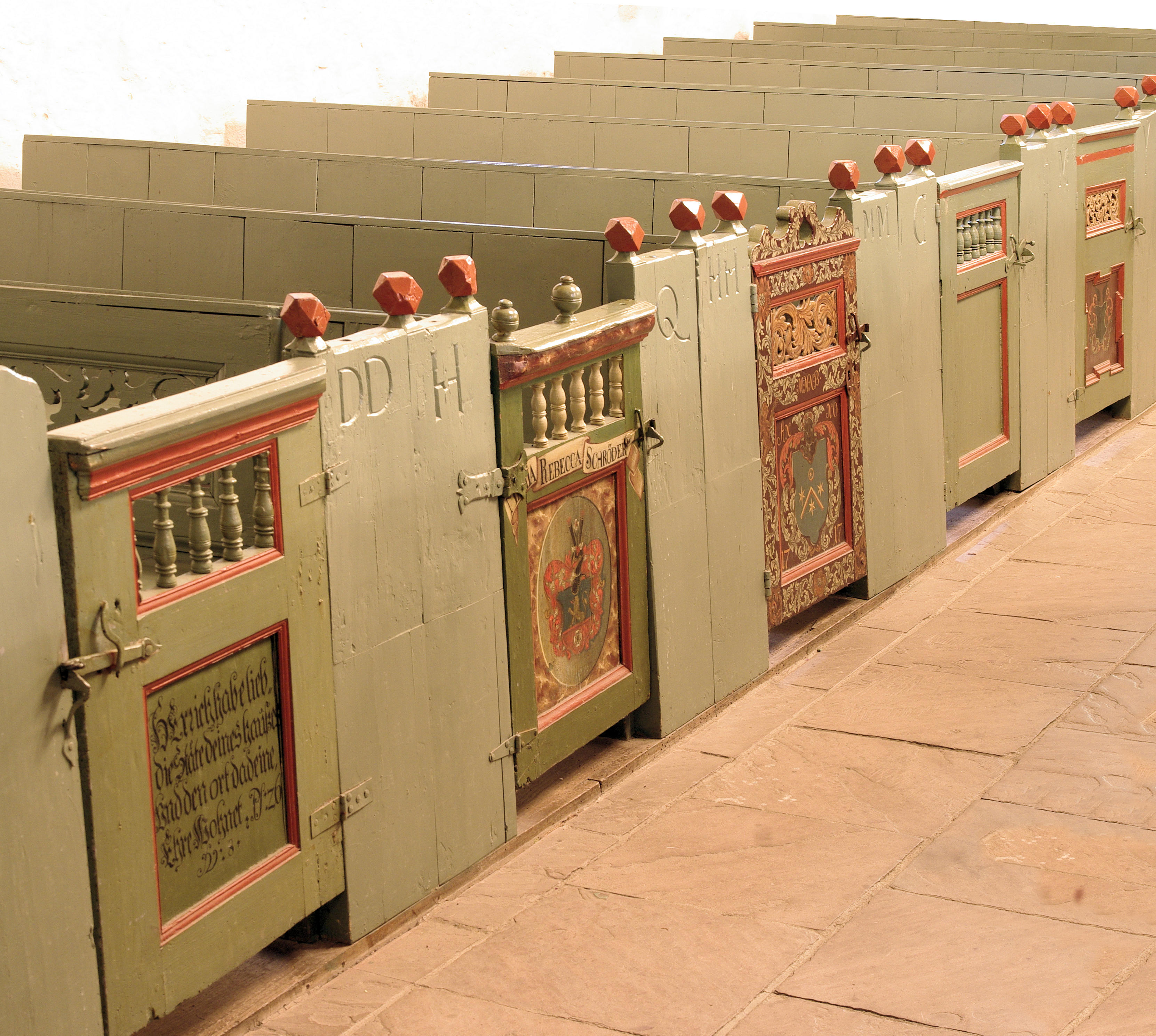
Gestühl
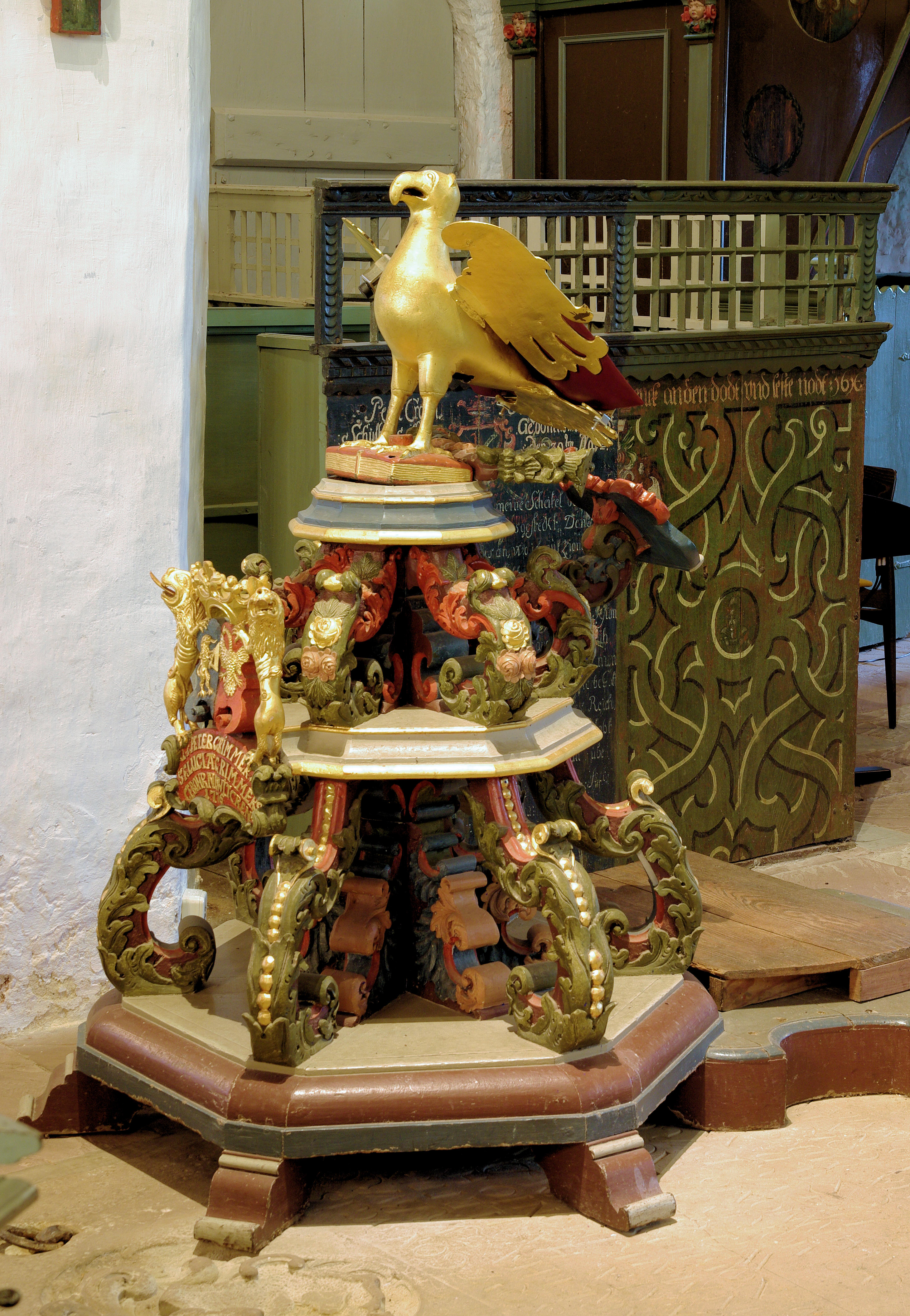
Lesepult